# Усманов, Алексей Иванович
Алексей Иванович Усманов (1916—1990) — советский певец, тенор, исполнитель песен советских композиторов, романсов и классического репертуара, на протяжении многих лет был солистом Всесоюзного радио. Заслуженный артист РСФСР (1967).

## Биография
Родился в июне 1916 года в Москве.
Петь начал в самодеятельной группе клуба автобазы совнаркома ещё до войны. Мечтал о хоре Всесоюзного радио, но началась Великая Отечественная война.
А. И. Усманов — участник войны, участник Ансамбля Дома Красной Армии, служил в музыкальном взводе 163-й стрелковой дивизии.
В конце 1940-х годов стал солистом радиокомитета.
В конце 1950-х начал выступать с Виктором Селивановым, с которым исполнил песни:
- От Краснопресненской заставы (С. Кац — А. Софронов), 1947.
- Берёзы (М. Фрадкин — В. Лазарев), 1959.
- Горная задорная (К. Молчанов — И. Морозов и В. Петров), 1960.
- Милая мама (А. Аверкин — И. Лашков).
- Солдат невидимого фронта (В. Мурадели — В. Харитонов).

С его участием записаны оперы «Пан воевода» Римского-Корсакова (1951 г., партия маршалка Воеводы), «Каменный гость» Даргомыжского (1959 г., партия Первого гостя), «Испанский час» М. Равеля (1962 г., партия Торквемады), «Скупой рыцарь» Рахманинова (1971 г., партия ростовщика Соломона) и «Демон» Рубинштейна (1974 г., партия Синодала). 
Умер в 1990 году.